# Pakistanische Frauen-Cricket-Nationalmannschaft in Australien in der Saison 2014
Die Tour der pakistanischen Frauen-Cricket-Nationalmannschaft nach Australien in der Saison 2014 fand vom 21. August bis zum 5. September 2014 statt. Die internationale Cricket-Tour war Bestandteil der Internationalen Cricket-Saison 2014 und umfasste vier WODI und vier WTwenty20s. Australien gewann beide Serien jeweils 4–0.

## Vorgeschichte
Für beide Mannschaften war es die erste Tour der Saison. Das letzte Aufeinandertreffen der beiden Mannschaften bei einer Tour fand in der Saison 1996/97 in Australien statt.

## Stadien
Die folgenden Stadien wurde für die Tour ausgewählt.
| Stadion          | Stadt      | Kapazität | Spiele       |
| ---------------- | ---------- | --------- | ------------ |
| Peter Burge Oval | Brisbane   |           | 1. – 4. WODI |
| Kerrydale Oval   | Gold Coast |           | 1. – 4. WT20 |

## Kaderlisten
Pakistan benannte seine Kader am 16. Juli 2014 Australien benannte seine Kader am 17. Juli 2014
| WODI | WODI | WTwenty20 | WTwenty20 |
| Australien | Pakistan | Australien | Pakistan |
| --- | --- | --- | --- |
| - Meg Lanning (K) - Kristen Beams - Alex Blackwell - Nicole Bolton - Sarah Coyte - Jess Duffin - Rene Farrell - Alyssa Healy (wk) - Julie Hunter - Jess Jonassen - Delissa Kimmince - Erin Osborne - Megan Schutt | - Sana Mir (K) - Bismah Maroof (VK) - Aliya Riaz - Anam Amin - Asmavia Iqbal - Javeria Khan - Maham Tariq - Marina Iqbal - Nain Abidi - Nida Dar - Qanita Jalil - Sadia Yousuf - Sania Khan - Sidra Nawaz (wk) - Sumaiya Siddiqi | - Meg Lanning (K) - Kristen Beams - Alex Blackwell - Sarah Coyte - Rene Farrell - Alyssa Heally (wk) - Julie Hunter - Jess Jonassen - Dalissa Kimmince - Erin Osborne - Ellyse Perry - Megan Schutt - Elyse Villani | - Sana Mir (K) - Bismah Maroof (VK) - Asmavia Iqbal - Aliya Riaz - Anam Amin - Javeria Khan - Kainat Imtiaz - Marina Iqbal - Nain Abidi - Nida Dar - Qanita Jalil - Sadia Yousuf - Sania Khan - Sidra Nawaz (wk) - Sumaiya Siddiqi |

## Women’s One-Day Internationals

### Erstes WODI in Brisbane
| 21. August Scorecard | Brisbane | Pakistan 157 (50)                | – | Australien 163-6 (36.1) |
|                      |          | Australien gewinnt mit 4 Wickets |   |                         |

Pakistan gewann den Münzwurf und entschied sich als Schlagmannschaft zu beginnen. Als Spielerin des Spiels wurde Jess Duffin ausgezeichnet.

### Zweites WODI in Brisbane
| 23./24. August Scorecard | Brisbane | Pakistan 121-8 (25/25)           | – | Australien 124-5 (24.3/25) |
|                          |          | Australien gewinnt mit 5 Wickets |   |                            |

Australien gewann den Münzwurf und entschied sich als Feldmannschaft zu beginnen. Als Spielerin des Spiels wurde Jess Jonassen ausgezeichnet.

### Drittes WODI in Brisbane
| 26. August Scorecard | Brisbane | Pakistan 189-8 (50)              | – | Australien 190-2 (33) |
|                      |          | Australien gewinnt mit 8 Wickets |   |                       |

Pakistan gewann den Münzwurf und entschied sich als Schlagmannschaft zu beginnen. Als Spielerin des Spiels wurde Nicolin Bolton ausgezeichnet.

### Viertes WODI in Brisbane
| 28. August Scorecard | Brisbane | Australien 220-9 (50)          | – | Pakistan 183 (49.4) |
|                      |          | Australien gewinnt mit 37 Runs |   |                     |

Australien gewann den Münzwurf und entschied sich als Schlagmannschaft zu beginnen. Als Spielerin des Spiels wurde Erin Osborne ausgezeichnet.

## Women’s Twenty20 Internationals

### Erstes WTwenty20 in Gold Coast
| 30. August Scorecard | Gold Coast | Pakistan 92 (20)                 | – | Australien 95-1 (12.3) |
|                      |            | Australien gewinnt mit 7 Wickets |   |                        |

Pakistan gewann den Münzwurf und entschied sich als Schlagmannschaft zu beginnen. Als Spielerin des Spiels wurde Erin Osborne ausgezeichnet.

### Zweites WTwenty20 in Gold Coast
| 31. August Scorecard | Gold Coast | Australien 149-5 (20)          | – | Pakistan 86-8 (20) |
|                      |            | Australien gewinnt mit 63 Runs |   |                    |

Australien gewann den Münzwurf und entschied sich als Schlagmannschaft zu beginnen. Als Spielerin des Spiels wurde Delissa Kimmince ausgezeichnet.

### Drittes WTwenty20 in Gold Coast
| 3. September Scorecard | Gold Coast | Pakistan 84-9 (20)               | – | Australien 87-2 (11.4) |
|                        |            | Australien gewinnt mit 8 Wickets |   |                        |

Pakistan gewann den Münzwurf und entschied sich als Schlagmannschaft zu beginnen. Als Spielerin des Spiels wurde Elyse Villani ausgezeichnet.

### Viertes WTwenty20 in Gold Coast
| 3. September Scorecard | Gold Coast | Australien 139-3 (20)          | – | Pakistan 119-6 (20) |
|                        |            | Australien gewinnt mit 20 Runs |   |                     |

Australien gewann den Münzwurf und entschied sich als Schlagmannschaft zu beginnen. Als Spielerin des Spiels wurde Meg Lanning ausgezeichnet.

## Auszeichnungen

### Player of the Series
Als Player of the Series wurden der folgende Spieler ausgezeichnet.
| Serie | Player of the Series |
| ----- | -------------------- |
| WODI  | Nicole Bolton        |
| WT20  | Elyse Villani        |

### Player of the Match
Als Player of the Match wurden die folgenden Spielerinnen ausgezeichnet.
| Spiel   | Player of the Match |
| ------- | ------------------- |
| 1. WODI | Jess Duffin         |
| 2. WODI | Jess Jonassen       |
| 3. WODI | Nicolin Bolton      |
| 4. WODI | Erin Osborne        |
| 1. WT20 | Erin Osborne        |
| 2. WT20 | Delissa Kimmince    |
| 3. WT20 | Elyse Villani       |
| 4. WT20 | Meg Lanning         |